# Borowa Wieś

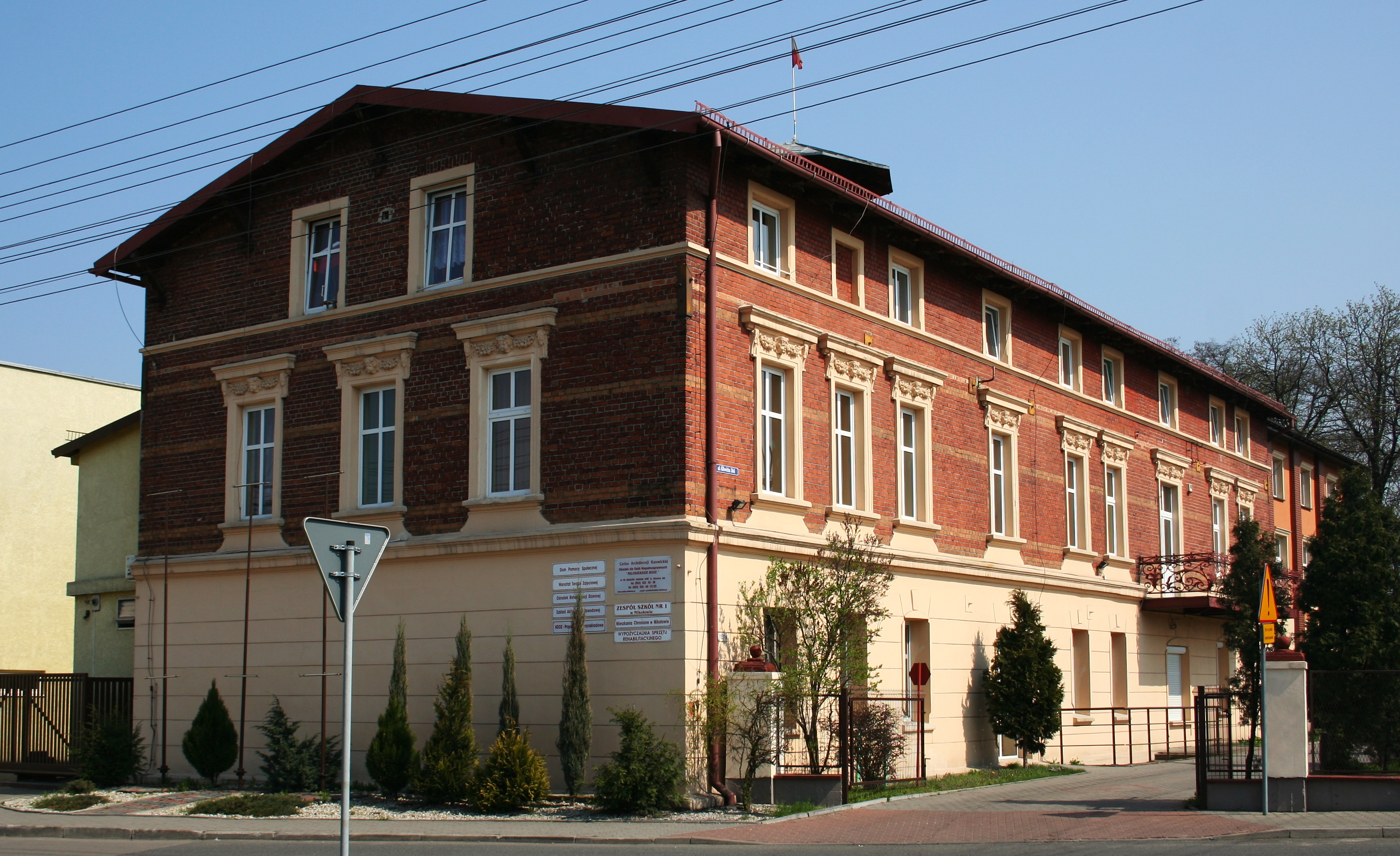
Ośrodek „Miłosierdzie Boże”, dawna karczma

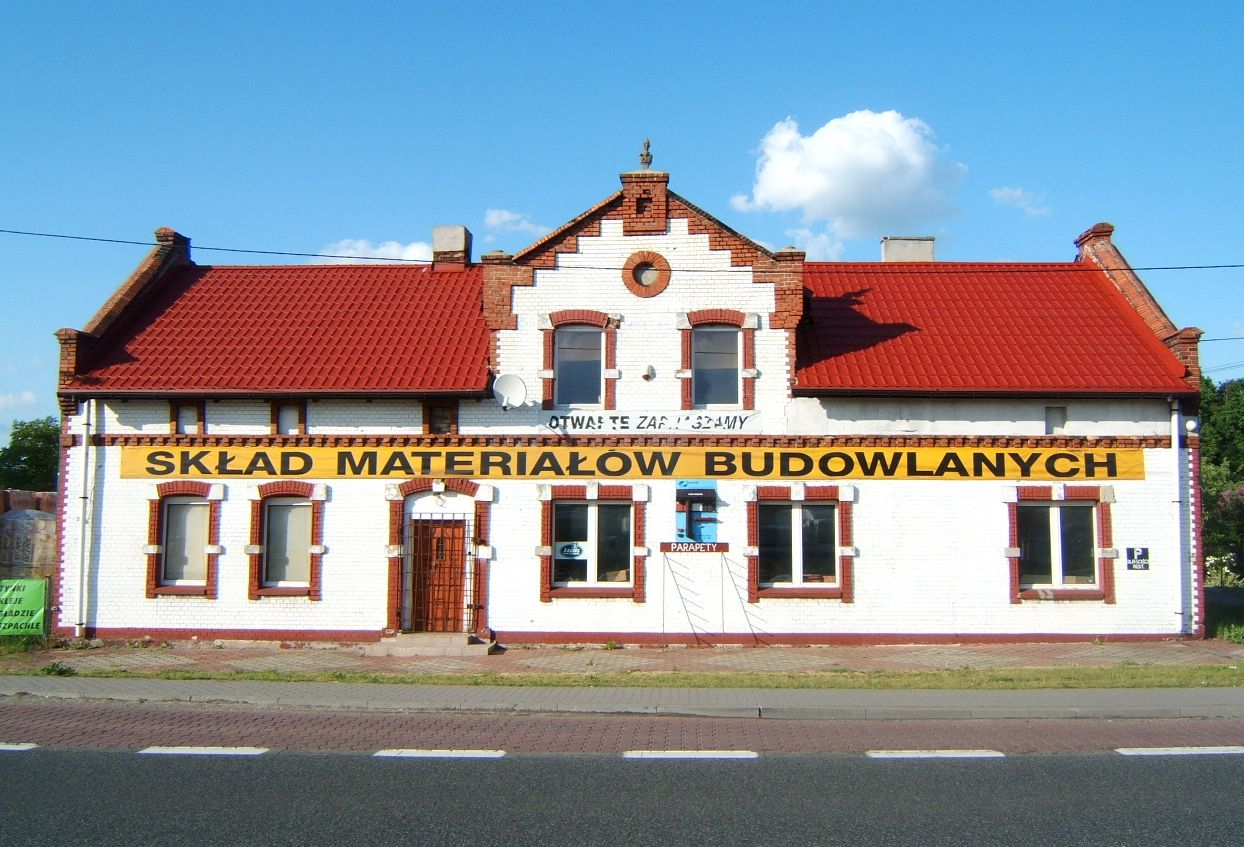
Dawna karczma „Nowa Wygoda”

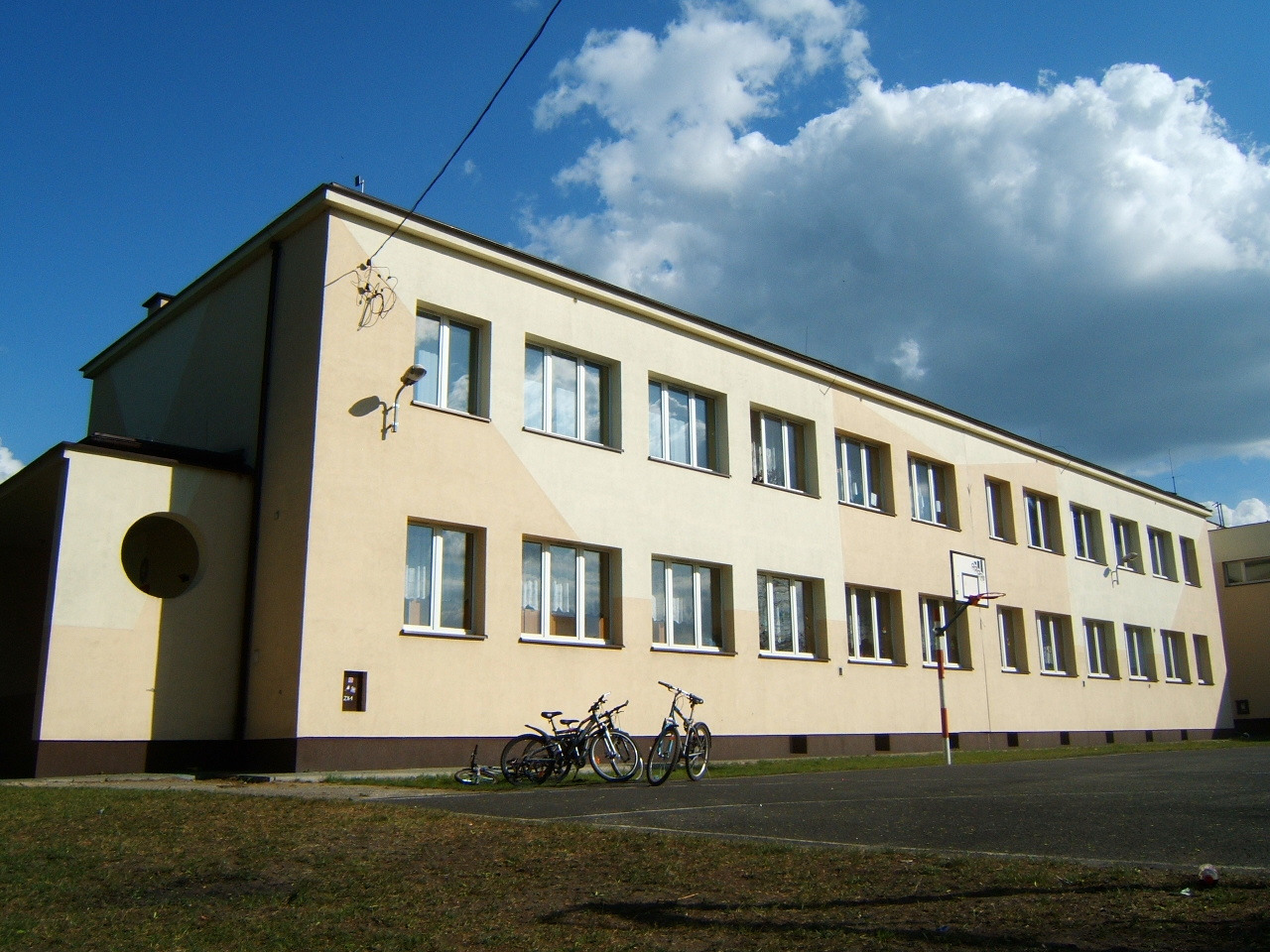
Szkoła w Borowej Wsi

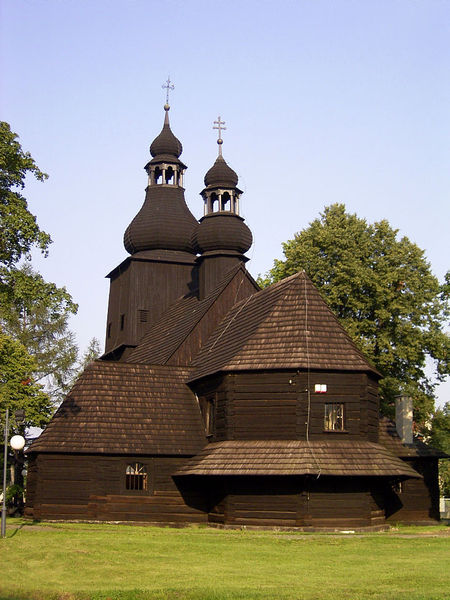
Drewniany kościół pw. św. Mikołaja

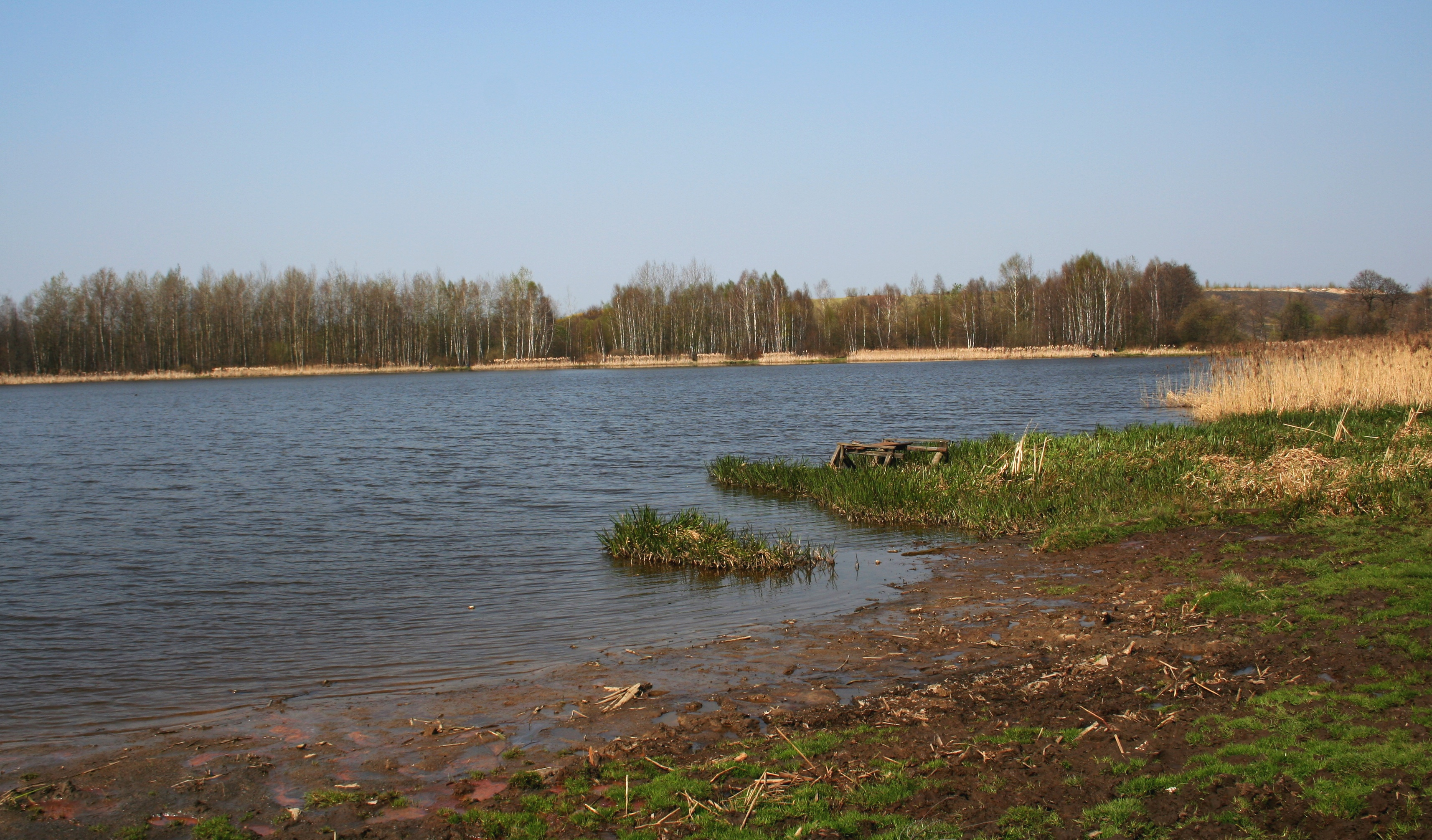
Staw „Bocianie gniazdo”

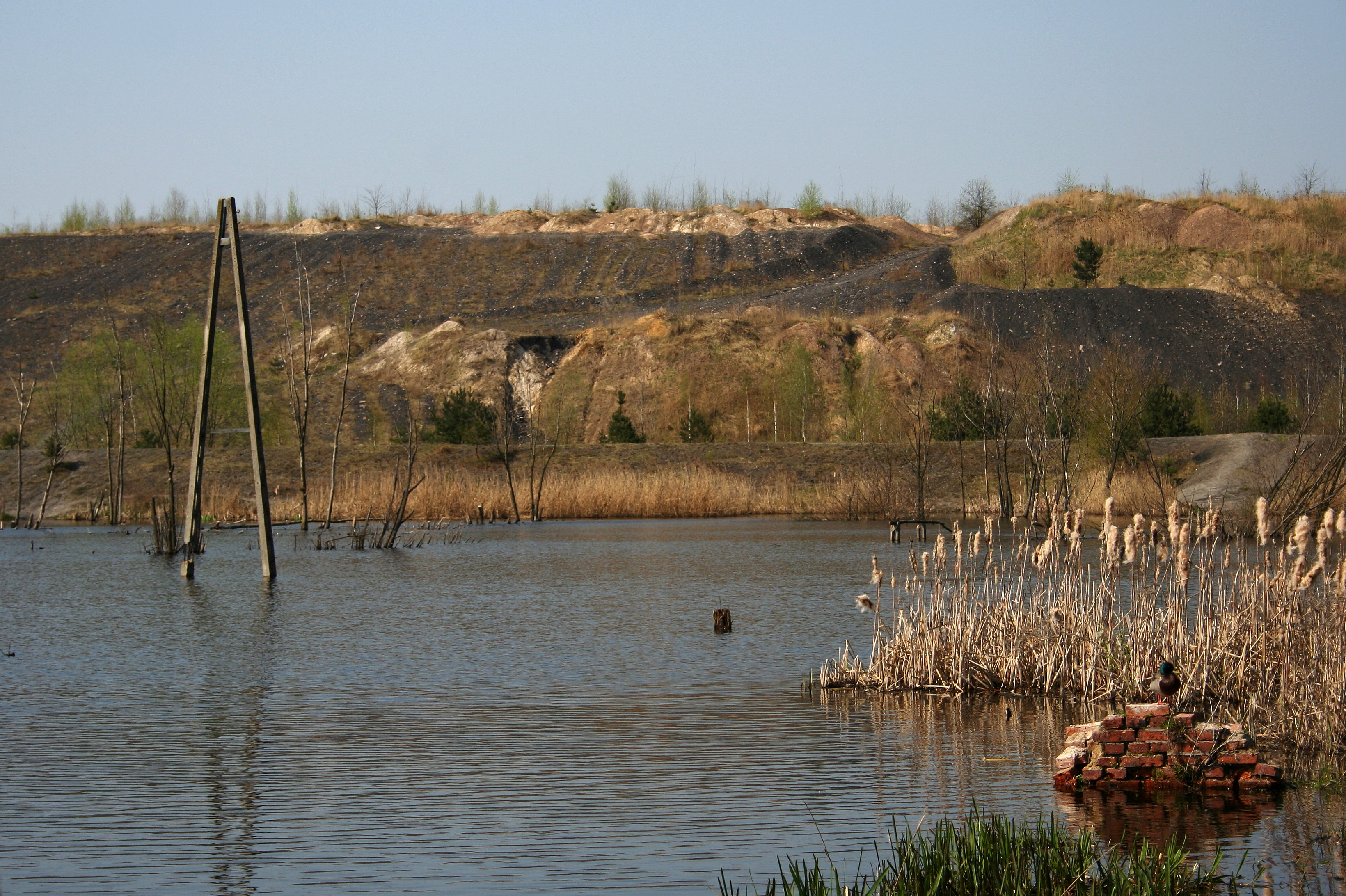
Okoliczne stawy

Borowa Wieś (niem. Neudorf) – część miasta Mikołowa, tworząca także sołectwo w północno-zachodniej części miasta. Zamieszkuje obecnie około 2000 osób.
Borowa Wieś jest znana w regionie z dwóch powodów: znajduje się tu zabytkowy kościół drewniany pw. Świętego Mikołaja, wpisany na Szlak Architektury Drewnianej województwa śląskiego, i w dawnym zajeździe funkcjonuje Ośrodek dla Osób Niepełnosprawnych „Miłosierdzie Boże”, prowadzony przez Caritas.
W latach 1954–1972 wieś należała i była siedzibą władz gromady Borowa Wieś.

## Położenie
Miejscowość położona jest w południowej części Wyżyny Katowickiej w dolinie rzeki Kłodnicy. Obszar miejscowości historycznie stanowi północno-zachodni kraniec ziemi pszczyńskiej, będącej od średniowiecza częścią Górnego Śląska.
Borowa Wieś sąsiaduje: od północy z Halembą (dzielnica Rudy Śląskiej), od wschodu ze Śmiłowicami, od południa z Paniowami (obie miejscowości są sołectwami Mikołowa), zaś od zachodu z Paniówkami (gmina Gierałtowice).

## Komunikacja
Miejscowość położona jest na skrzyżowaniu drogi krajowej 44 między Mikołowem a Gliwicami
z drogą wojewódzką 925, prowadząca z Rybnika przez Rudę Śląską do Bytomia. Przez Borową Wieś kursują autobusy miejskie, obsługiwane przez ZTM.

## Hydrografia
Obszar Borowej Wsi leży w dorzeczu Odry. Przez miejscowość, a właściwie wzdłuż jej granic, przepływają dwie rzeki. Na północy miejscowości znajduje się koryto Kłodnicy, biorącej początek w niedalekich Katowicach a uchodzącej do Odry w okolicach Kędzierzyna-Koźle. Natomiast wzdłuż południowej i zachodniej granicy sołectwa płynie potok Promna, będący lewym dopływem Kłodnicy.

## Nazwa miejscowości
W najstarszych dokumentach miejscowość spotykana jest pod nazwą „Neudorf”, co po niemiecku znaczy „Nową Wieś”. Tego typu nazwy są częste dla wsi zakładanych w epoce nowożytnej. Na niektórych mapach pojawia się nazwa „Bor-Neudorf”. Określeniem „Bór” nazywano dawniej obszary porośnięte lasami iglastymi, których w tej okolicy było sporo.

## Historia

### Początki miejscowości
Borowa Wieś jako Nowa Wieś wzmiankowana była już w 1586 roku. Założona została po okresie wojen husyckich, kiedy nastąpiło ożywienie gospodarcze, a długotrwały pokój w wieku XVI sprzyjał osadnictwu. Osadzono wówczas „pod borem” na małych działkach zagrodników i chałupników, poddanych księcia pszczyńskiego. Początkowo mieszkało tu 10 zagrodników. Wieś wchodziła w skład klucza wyrskiego pszczyńskich dóbr kameralnych i była własnością książęcą. Do jej pierwszych mieszkańców należał m.in. Jan Dziemba (w 1718 roku wystąpił w źródłach Maciej Dziemba, a w 1744 roku Bartłomiej Dziemba „ex Bor”).

### Przełom XIX i XX wieku
W 1846 roku Borowa Wieś liczyła 26 gospodarstw, natomiast w 1910 roku żyło tu 825 mieszkańców. Na przełomie XIX i XX wieku we wsi powstały trzy karczmy, ustawione wzdłuż szosy z Gliwic do Mikołowa. Do dziś przetrwały dwie z nich. W 1919 roku powstał we wsi chór „Jutrzenka”. Mieszkańcy wsi brali liczny udział w powstaniach śląskich, walczyli pod Górą Świętej Anny. W plebiscycie, w 1921 roku zdecydowana większość mieszkańców opowiedziała się za przynależnością do Polski.

### Okres międzywojenny
W 1922 roku miejscowość została przyłączona do Polski. W roku 1931 mieszkało tu 1343 osób.
W latach międzywojennych Borowa Wieś była miejscowością rekreacyjną, gdzie mieszkańcy okolicznych miejscowości spędzali wolne dni. Zabawy odbywały się w dużym ogrodzie dawnego zajazdu, w którym obecnie mieści się ośrodek Caritas Diecezji Katowickiej „Miłosierdzie Boże”.

### II wojna światowa
Do Borowej Wsi wojska niemieckie wkroczyły już pierwszego dnia wojny. W czasie okupacji niemieckie brzmienie otrzymały nazwy ulic. W latach 1941–1943 w Borowej Wsi znajdował się obóz pracy. Przebywało w nim ok. 60 osób, głównie żołnierzy radzieckich oraz Polaków pochodzenia żydowskiego. Więźniowie pracowali w majątku Paniowy i Śmiłowice. Nieopodal w lesie znajdował się drugi obóz dla ok. 100 jeńców radzieckich pracujących przy budowie szosy. W styczniu 1945 przez wieś przechodził „marsz śmierci”, w czasie którego uciekający SS-mani z obozu KL Auschwitz prowadzili wycieńczonych więźniów. Tych, którym nie udało się przeżyć, zwieziono na miejscowy cmentarz gdzie znajduje się zbiorowa mogiła 39 więźniów Auschwitz.

## Zabytki
- Kościół parafialny pw. św. Mikołaja (XVIII w.) – drewniany, konstrukcji zrębowej, otoczony sobotami, orientowany. Przeniesiony do Borowej Wsi w latach 1937-1939 z pobliskich Przyszowic. Zachowane barokowe wyposażenie.
- Dawna karczma (koniec XIX w.) – dawna karczma, a obecnie siedziba Ośrodka dla Osób Niepełnosprawnych Miłosierdzie Boże, prowadzonego przez Caritas
- Dawna karczma Nowa Wygoda (początek XX w.) – jedna z trzech istniejących kiedyś przy ulicy Gliwickiej karczm. Budynek murowany, wzniesiony z cegły, piętrowym nakryty dwuspadowym dachem. Obecnie mieści skład materiałów budowlanych
- Budynek szkoły (1937–1939) – wzniesiony w stylu modernistycznym. Obecnie siedziba Zespołu Szkół nr 2 im. Jana Pawła II, w skład którego wchodzą Szkoła Podstawowa nr 6 i Gimnazjum nr 3

## Cmentarz
Na miejscowym cmentarzu znajduje się mogiła więźniów oświęcimskich, w której w styczniu 1945 pochowano ciała 31 więźniów oświęcimskich, zmarłych w czasie „marszu śmierci”. Na nekropolii znajduje się także grób prof. Andrzeja Szewca.

## Postacie związane z Borową Wsią
- Robert Gajda (1890-1952) – polski ksiądz, kompozytor, muzyk, rzeczoznawca organowy. Był wykładowcą w Szkole Muzyki Kościelnej im. św. Grzegorza w Katowicach i założycielem Związku Polskich Chórów Kościelnych Diecezji Katowickiej. Od  1946 aż do śmierci pełnił posługę proboszcza w Borowej Wsi. Pochowany przy miejscowym kościele.
- Franciszek Blachnicki (1921-1987) – polski ksiądz, Sługa Boży. Był założycielem ruchu oazowego. W 1952 roku pracował na zastępstwie w kościele w Borowej Wsi[3].
- Joachim Maj (ur. 1932) – polski żużlowiec. Dziesięciokrotny złoty medalista drużynowych mistrzostw Polski na żużlu.

## Rekreacja
Na terenie lasów Borowej Wsi mieścił się niegdyś ośrodek wypoczynkowy „Borówka”, który aktualnie pełni funkcję pola paintballowego. Niedaleko niego znajdują się stawy Korytnik I, II, III oraz IV. Przez miejscowość przebiegają liczne szlaki rowerowe oraz piesze.

## Sport
Od 2003 w Borowej Wsi działa klub sportowy „Burza”, który posiada sekcje: piłki siatkowej, piłki nożnej i akrobatyki sportowej. W miejscowości znajduje się nowoczesne boisko do piłki nożnej przy ul. Piaskowej, a obok niego boisko do piłki plażowej oraz szatnie.